# Pisón (escultor)
Pisón (en griego antiguo: Πίσων, romanizado: Pison) fue un escultor de la antigua Grecia.
Era nativo de Calauria, en el territorio de la Trecén, y fue discípulo de Anfión de Cnosos. Realizó una de las estatuas del gran grupo que los atenienses ofrendaron en Delfos en recuerdo de la batalla de Egospótamos. Según Pausanias era la estatua del vidente Agias que predijo la victoria de Lisandro. floreció hacia el final del siglo V a. C.